# Greatest Hits, Vol. 2 (Johnny Cash)
Greatest Hits, Vol. 2 è un album raccolta del musicista country statunitense Johnny Cash, pubblicato nel 1971 dalla Columbia Records.
L'album è stato certificato dalla RIAA disco d'oro il 25 gennaio 1977 e disco di platino il 16 febbraio 1995.

## Tracce
1. A Boy Named Sue (Shel Silverstein) - 3:41
2. Hey Porter (Johnny Cash) - 2:19
3. Guess Things Happen That Way (Jack Clement) - 1:53
4. Blistered (Billy Ed Wheeler) - 2:22
5. Big River (Johnny Cash) - 2:18
6. Long Legged Guitar Pickin' Man (Marshall Grant) - 2:34
7. Folsom Prison Blues (Johnny Cash) - 2:45 (versione live da At Folsom Prison)
8. Sunday Mornin' Comin' Down (Kris Kristofferson) - 4:08
9. If I Were a Carpenter (Tim Hardin) - 3:00
10. Frankie's Man Johnny (Johnny Cash) - 2:15
11. Daddy Sang Bass (Carl Perkins) - 2:23

## Classifiche
Album - Billboard (Nord America)
| Anno | Classifica     | Posizione |
| ---- | -------------- | --------- |
| 1971 | Country Albums | 5         |
| 1971 | Pop Albums     | 94        |